# コートニー・コックス
コートニー・バス・コックス（Courteney Bass Cox、1964年6月15日 - ）は、アメリカ合衆国の女優。アラバマ州出身。身長165cm。

## 来歴
バーミングハムの裕福な家庭に生まれる。高校時代はチアリーダーとして活躍。その後マウントバーノン女子大学で建築やインテリアデザインを学ぶが、1年で中退し、フォード・モデルと契約してニューヨークに移る。
モデルをしながら演技の勉強を続け、1984年にはブルース・スプリングスティーンの『ダンシン・イン・ザ・ダーク (Dancing In The Dark) 』のミュージックビデオに出演。また、CMにも出演した。その後ハリウッドに移り、1985年からテレビ等に出演しはじめる。

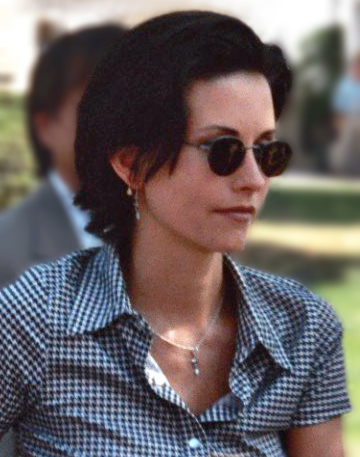
1995年

1987年から1989年までシットコム『ファミリータイズ』に出演し、1994年からは人気テレビシリーズ『フレンズ』のモニカ役を掴み、スターとなった。その後も映画『スクリーム』シリーズに出演するなど活躍。2007年にはタブロイド紙の編集長を演じたテレビシリーズ『Dirt』に主演、製作総指揮も務めた。2009年よりテレビシリーズ『クーガータウン』に主演、こちらも主演、製作総指揮を務めている。2014年には映画監督としてデビューすることが分かった。
インテリア・デザインが好きで、2003年には"Mix It Up"というインテリア関連のリアリティ・ショーのプロデューサーを務めた。

### 私生活
1999年に俳優のデヴィッド・アークエット（『スクリーム』シリーズで共演）と結婚。結婚後はコートニー・コックス・アークェットと表記されることもある。2004年に女児（ココ）を出産するが、2人は2010年より別居し、2012年6月に離婚を申請、2013年5月に離婚が成立した。

## 主な出演作品

### 映画
| 公開年 | 邦題 原題                                                              | 役名                   | 備考                    |
| ------ | ---------------------------------------------------------------------- | ---------------------- | ----------------------- |
| 1987   | マスターズ/超空の覇者 Masters of the Universe                          | ジュリー・ウィンストン |                         |
| 1988   | コクーン2/遥かなる地球 Cocoon The Return                               | サラ                   |                         |
| 1990   | ミステリー・アパート Curiosity Kills                                   | グウェン               | テレビ映画              |
| 1990   | MR.デスティニー Mr. Destiny                                            | ジュエル・ジャガー     |                         |
| 1994   | エース・ベンチュラ Ace Ventura: Pet Detective                          | メリッサ・ロビンソン   |                         |
| 1995   | ブラインド・ウィットネス/猟奇レイプ犯 Sketch Artist II: Hands That See | エミー                 | テレビ映画              |
| 1996   | スクリーム Scream                                                      | ゲイル・ウェザーズ     |                         |
| 1997   | コマンドメンツ Commandments                                            | レイチェル             |                         |
| 1997   | スクリーム2 Scream 2                                                   | ゲイル・ウェザーズ     |                         |
| 1999   | デスリミッツ The Runner                                                | カリナ                 |                         |
| 2000   | スクリーム3 Scream 3                                                   | ゲイル・ウェザーズ     |                         |
| 2001   | スコーピオン 3000 Miles to Graceland                                   | シビル・ウィングロー   |                         |
| 2001   | ニューヨーク セレナーデ Get Well Soon                                  | リリー・チャールズ     |                         |
| 2004   | スライド November                                                      | ソフィー               |                         |
| 2005   | ロンゲスト・ヤード The Longest Yard                                    | レナ                   | クレジットなし          |
| 2006   | バーンヤード/モーモー牧場は大騒ぎ!? November                           | デイジー               | 声の出演                |
| 2006   | キャプテン・ズーム Zoom                                                | マーシャ・ホロウェイ   |                         |
| 2008   | ベッドタイム・ストーリー Bedtime Stories                               | ウェンディ             |                         |
| 2011   | スクリーム4: ネクスト・ジェネレーション Scream 4                       | ゲイル・ライリー       |                         |
| 2012   | トール・ホット・ブロンド TalhotBlond                                   | アマンダ               | テレビ映画 兼監督・製作 |
| 2014   | Just Before I Go                                                       | N/A                    | 監督・製作              |
| 2016   | ニューヨーク、愛を探して Mothers and Daughters                         | ベス                   |                         |
| 2022   | スクリーム Scream                                                      | ゲイル・ウェザーズ     | 日本劇場未公開          |
| 2023   | スクリーム6 Scream VI                                                  | ゲイル・ウェザーズ     | 日本劇場未公開          |

### テレビ
| 放映年    | 邦題 原題                                                       | 役名                             | 備考                           |
| --------- | --------------------------------------------------------------- | -------------------------------- | ------------------------------ |
| 1985-1988 | ミラクル・エスパーズ Misfits of Science                         | グロリア                         | 計16話出演                     |
| 1986      | ジェシカおばさんの事件簿/サーカスに死が訪れる Murder, She Wrote | キャロル                         | 計2話出演                      |
| 1987-1989 | ファミリー・タイズ Family Ties                                  | ローレン・ミラー                 | 計21話出演                     |
| 1989      | また会う日まで Till We Meet Again                               | フレディ                         | ミニシリーズ                   |
| 1994      | となりのサインフェルド Seinfeld                                 | メリル                           | 計1話出演                      |
| 1994-2004 | フレンズ Friends                                                | モニカ・ゲラー                   | 計238話出演                    |
| 2007-2008 | Dirt                                                            | ルーシー・スピラー               | 計20話出演 兼製作総指揮        |
| 2009      | Scrubs〜恋のお騒がせ病棟 Scrubs                                 | テイラー・マドックス             | 計3話出演                      |
| 2009      | Web Therapy                                                     | セレナ・デュヴァル               | ウェブシリーズ 計3話出演       |
| 2009-2015 | クーガータウン Cougar Town                                      | ジュールズ・コッブ               | 計102話出演 兼製作総指揮       |
| 2011      | ウェブセラピー Web Therapy                                      | セレナ・デュヴァル               | 計1話出演                      |
| 2011      | プライベート・プラクティス 迷えるオトナたち Private Practice    | 女                               | 第5シーズン第5話「そばにいて」 |
| 2021      | フレンズ: ザ・リユニオン Friends: The Reunion                   | 本人                             | テレビスペシャル 兼製作総指揮  |
| TBA       | Shining Vale                                                    | パトリシア・“パット”・フェルプス | 兼製作                         |
| TBA       | Last Chance U                                                   | ブリタニー・ワグナー             | 兼製作総指揮                   |
| TBA       | Untitled Wonderman series                                       |                                  |                                |

## 参照
1. ↑  “「フレンズ」のコートニー・コックス、映画監督デビューへ”. シネマトゥデイ. (2013年6月14日) 2013年7月15日閲覧。
2. ↑  “Courteney Cox Welcomes a Baby Girl”. People. (2004年6月13日) 2012年6月12日閲覧。
3. ↑  “Cox and Arquette reveal separation – mirror.co.uk”. Daily Mirror (UK). (2010年10月12日) 2010年10月12日閲覧。
4. ↑  Wilson, Anamaria (2011年3月15日). “Courteney Cox Opens Up: The Interview”. Harper's Bazaar 2012年6月12日閲覧。
5. ↑  “Did You Know This About Courteney Cox?”. The Ellen DeGeneres Show 2010年6月10日閲覧。
6. ↑  “David Arquette files for divorce from Courteney Cox”. Reuters. (2012年6月12日) 2012年6月12日閲覧。
7. ↑  “コートニー・コックスとデヴィッド・アークエットの離婚が成立”. シネマトゥデイ. (2013年5月31日) 2013年7月15日閲覧。
8. ↑  Oldenburg, Ann. “Courteney Cox, David Arquette divorce is finalized”.   USA Today. 2013年5月29日閲覧。
9. ↑  “映画 スクリーム６<未> (2023)について”. 映画データベース - allcinema. 2023年4月26日閲覧。

## 関連文献
- Combustible Celluloid interview (April 26, 2005)
- Mr. Showbiz interview (February, 2001)
- Courteney Cox at Tv.com
- Dr. Drew interview (2000)
- collection of interviews (1995-1999)